# Copa de Oro de la Concacaf 2009
La Copa de Oro 2009 (en inglés: 2009 CONCACAF Gold Cup) fue la vigésima edición del máximo torneo de selecciones organizado por la Confederación de Fútbol Asociación de Norte, Centroamérica y el Caribe (Concacaf por sus siglas en inglés). Nuevamente se llevó a cabo en Estados Unidos del 3 hasta el 26 de julio.

## Países participantes

Países participantes en la Copa Oro (azul oscuro); en celeste, países que no lograron clasificarse.

Al igual que en las últimas ediciones de la Copa Oro, esta versión contó con la participación de 12 equipos, 3 de la NAFU que contaban con la clasificación automática. Para los 9 equipos restantes se llevaron a cabo torneos clasificatorios en los 2 organismos restantes de la Concacaf: Finalmente se clasificaron 5 UNCAF y 4 de la CFU.
Cabe destacar que Cuba obtuvo su derecho a participar en la Copa de Oro luego de haber llegado a las semifinales de la Copa del Caribe de 2008, no obstante, declinó su participación, argumentando de que la causa no eran las pasadas deserciones en la selección, sino que el equipo estaba en un proceso de desarrollo para ganar la edición del 2011. Por ello, clasificó Haití al torneo final tras un sorteo realizado con Trinidad y Tobago.
De los 12 equipos participantes, 2 se presentaron por primera vez en la competición, siendo estos Granada y Nicaragua.
El 2 de abril de 2009 se llevó a cabo el sorteo de los equipos, siendo divididos en tres grupos de cuatro participantes Las 12 selecciones clasificadas fueron puestas en tres grupos de cuatro equipos cada uno.  A cada grupo le fue asignado un grupo de estadios y uno de los tres cabezas de serie: Costa Rica, Estados Unidos y México (los tres equipos mejor clasificados según la FIFA).
| CFU | UNCAF |

| Equipos participantes | Equipos participantes | Equipos participantes | Equipos participantes |
| --------------------- | --------------------- | --------------------- | --------------------- |
| Canadá                | Estados Unidos        | Haití                 | México                |
| Costa Rica            | Granada               | Honduras              | Nicaragua             |
| El Salvador           | Guadalupe             | Jamaica               | Panamá                |

## Sedes
| Ciudad           | Estadio                                  | Capacidad |
| ---------------- | ---------------------------------------- | --------- |
| Carson           | Home Depot Center                        | 27.000    |
| East Rutherford  | Giants Stadium                           | 80.242    |
| Chicago          | Soldier Field                            | 61.500    |
| Filadelfia       | Lincoln Financial Field                  | 68.532    |
| Columbus         | Columbus Crew Stadium                    | 23.000    |
| Washington D. C. | Robert F. Kennedy Memorial Stadium       | 56.000    |
| Glendale         | University of Phoenix Stadium            | 63.400    |
| Seattle          | Qwest Field                              | 67.000    |
| Oakland          | Oakland-Alameda County Coliseum          | 63.000    |
| Houston          | Reliant Stadium                          | 71.500    |
| Foxborough       | Gillette Stadium                         | 68.756    |
| Arlington        | Cowboys Stadium                          | 80.000    |
| Miami            | Florida International University Stadium | 23.500    |

| Carson                                   | Seattle | Oakland | Columbus              |
| ---------------------------------------- | --- | --- | --------------------- |
| Home Depot Center                        | Qwest Field | Oakland-Alameda County Coliseum                                                                                                 | Columbus Crew Stadium |
| Capacidad: 27 000                        | Capacidad: 67 000 | Capacidad: 63 400 | Capacidad: 23 000     |
|                                          | | |                       |
| Washington D. C.                         | Carson East Rutherford Chicago Filadelfia Columbus Washington D. C. Glendale Seattle Oakland Houston Foxborough Arlington Miami | Carson East Rutherford Chicago Filadelfia Columbus Washington D. C. Glendale Seattle Oakland Houston Foxborough Arlington Miami | Houston               |
| Robert F. Kennedy Memorial Stadium       | Carson East Rutherford Chicago Filadelfia Columbus Washington D. C. Glendale Seattle Oakland Houston Foxborough Arlington Miami | Carson East Rutherford Chicago Filadelfia Columbus Washington D. C. Glendale Seattle Oakland Houston Foxborough Arlington Miami | Reliant Stadium       |
| Capacidad: 56 000                        | Carson East Rutherford Chicago Filadelfia Columbus Washington D. C. Glendale Seattle Oakland Houston Foxborough Arlington Miami | Carson East Rutherford Chicago Filadelfia Columbus Washington D. C. Glendale Seattle Oakland Houston Foxborough Arlington Miami | Capacidad: 71 500     |
|                                          | Carson East Rutherford Chicago Filadelfia Columbus Washington D. C. Glendale Seattle Oakland Houston Foxborough Arlington Miami | Carson East Rutherford Chicago Filadelfia Columbus Washington D. C. Glendale Seattle Oakland Houston Foxborough Arlington Miami |                       |
| Miami                                    | East Rutherford | East Rutherford | Foxborough            |
| Florida International University Stadium | Giants Stadium | Giants Stadium | Gillette Stadium      |
| Capacidad: 23 500                        | Capacidad: 80 242 | Capacidad: 80 242 | Capacidad: 68 756     |
|                                          | | |                       |
| Glendale                                 | Filadelfia | Arlington | Chicago               |
| University of Phoenix Stadium            | Lincoln Financial Field | Cowboys Stadium | Soldier Field         |
| Capacidad: 63 400                        | Capacidad: 68 532 | Capacidad: 80 000 | Capacidad: 61 500     |
|                                          | | |                       |

## Árbitros
| Árbitros          | Árbitros            | Árbitros                |
| ----------------- | ------------------- | ----------------------- |
| Paul Ward         | Wálter Quesada      | Jair Marrufo            |
| Terry Vaughn      | Walter López        | José Pineda             |
| Courtney Lampbell | Armando Archundia   | Marco Antonio Rodríguez |
| Roberto García    | Roberto Moreno      | Joel Aguilar            |
| Enrico Wijngaarde | Geoffrey Hospedales | Neal Brizan             |

## Reglas
Los 12 equipos que participan se dividen en tres grupos de cuatro equipos cada uno. Dentro de cada grupo cada equipo juega tres partidos, uno contra cada uno de los demás miembros del grupo. Según el resultado de cada partido se otorgan tres puntos al ganador y ninguno al perdedor, en caso de empate se otorga un punto a cada equipo.
Pasan a la siguiente ronda los dos equipos de cada grupo mejor clasificados y los dos mejores terceros. El orden de clasificación se determina teniendo en cuenta los siguientes criterios, en orden de preferencia:
1. El mayor número de puntos obtenidos teniendo en cuenta todos los partidos del grupo
2. La mayor diferencia de goles sumados teniendo en cuenta todos los partidos del grupo
3. El mayor número de goles a favor anotados teniendo en cuenta todos los partidos del grupo

Si dos o más equipos quedan igualados según los criterios anteriores sus posiciones se determinarán mediante los siguientes criterios, en orden de preferencia:
1. El mayor número de puntos obtenidos entre los equipos en cuestión
2. La diferencia de goles teniendo en cuenta los partidos entre los equipos en cuestión
3. El mayor número de goles a favor anotados por cada equipo en los partidos disputados entre los equipos en cuestión
4. Sorteo del comité organizador de la Copa de Oro

La segunda ronda incluye todas las fases desde los cuartos de final hasta la final. El ganador de cada partido pasa a la siguiente fase, y el perdedor queda eliminado. En el partido final el ganador obtiene la Copa de Oro.
Si luego de los 90 minutos de juego el partido se encuentra empatado se juega un tiempo extra de dos etapas de 15 minutos cada una. Si el resultado sigue empatado tras este tiempo extra el partido se define por una tanda de cinco tiros penales. El equipo que menos falle será el ganador. Si después de esta tanda de penales siguen ambos equipos empatados se recurre a la ejecución de un nuevo tiro por cada equipo, repitiéndose hasta que un equipo aventaje al otro habiendo ejecutado ambos el mismo número de tiros.

## Desarrollo

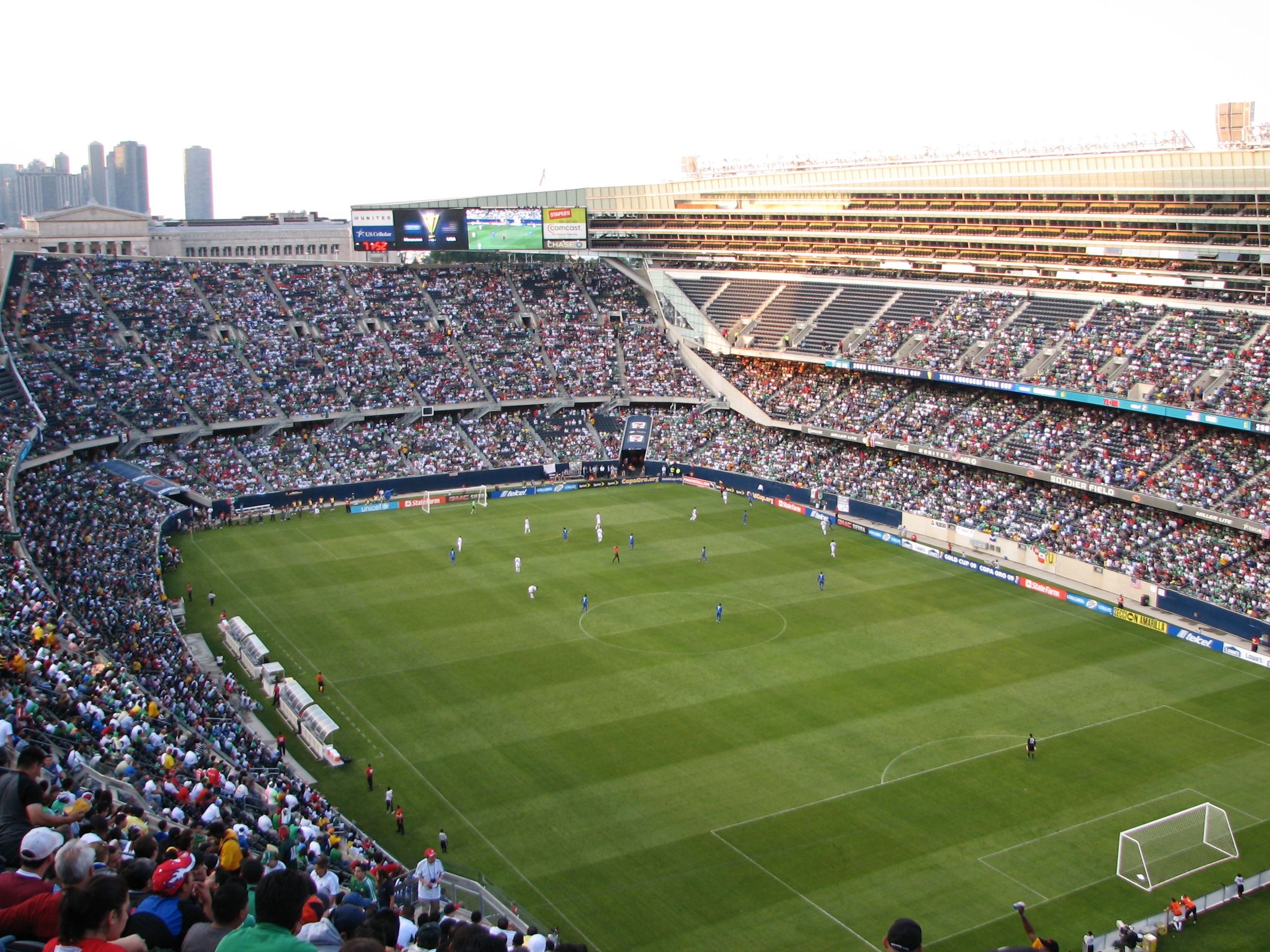
Vista general del Soldier Field de Chicago Illinois durante las semifinales de la Copa Oro 2009.

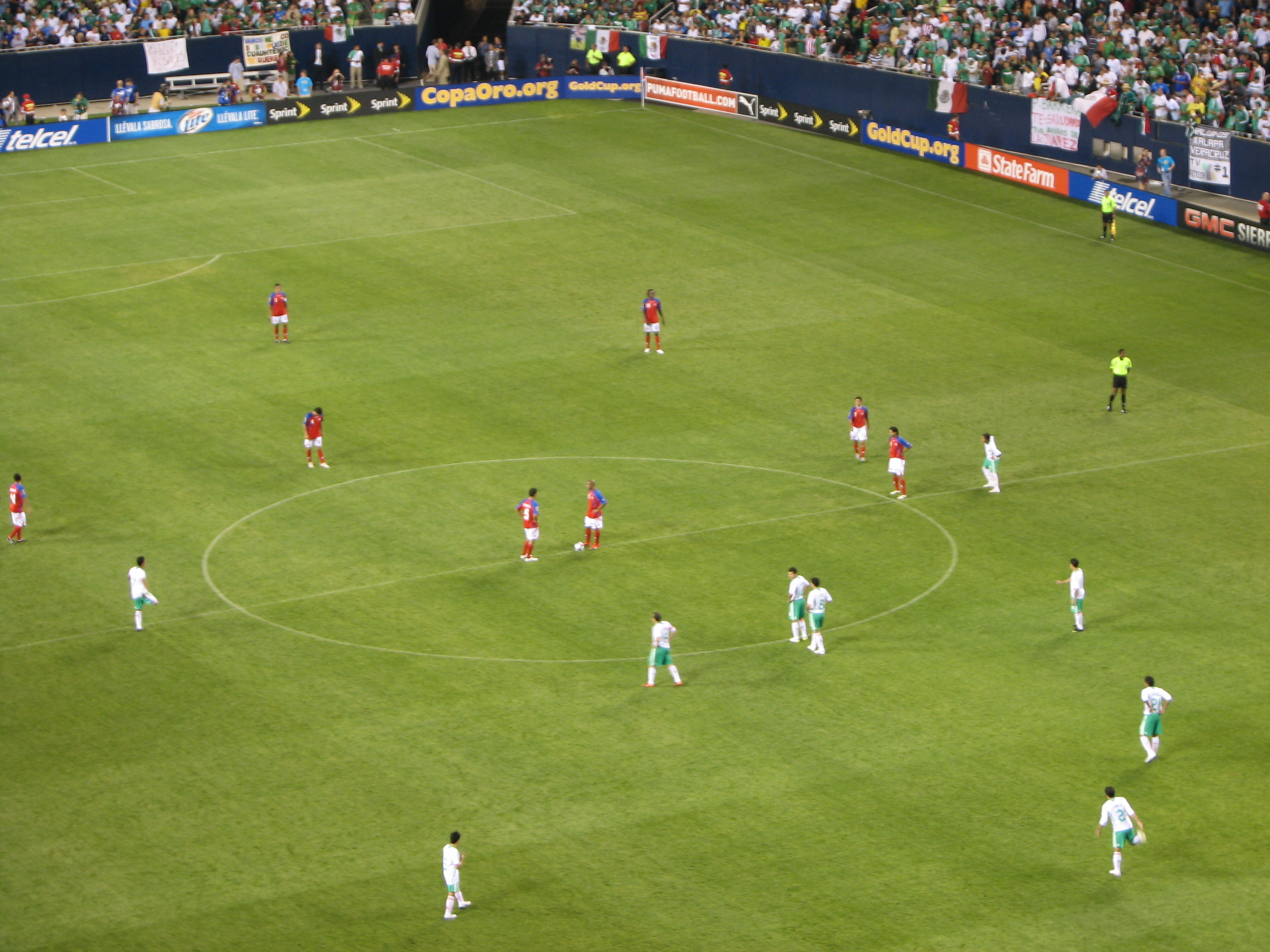
México ante Costa Rica al inicio del partido de semifinales.

En el grupo A, formado por Costa Rica, El Salvador, Jamaica y Canadá, los cuatro equipos lucharon intensamente por la clasificación a la siguiente fase. A pesar del triunfo inicial de El Salvador sobre Costa Rica en la primera jornada, no pudo sumar más puntos para poder avanzar a la siguiente ronda. A su vez Costa Rica obtendría un triunfo y un empate ante Jamaica y Canadá respectivamente, consiguiendo el pase a la siguiente ronda junto a Canadá, selección que se hizo con el primer lugar del grupo terminando invicta la primera ronda.
En el grupo B, formado por el local Estados Unidos, Honduras, Haití y Granada, no hubo muchas sorpresas. Estados Unidos, campeón defensor, clasificó sin contratiempos al ganar sus primeros dos encuentros ante Granada y Honduras y empatar el último ante Haití. Honduras tuvo que esperar hasta la última jornada sellando su clasificación ante Granada. En tanto, Haití pasó como uno de los dos mejores terceros.
En el grupo C, formado por México, Panamá, Nicaragua y Guadalupe, México clasificó invicto a la siguiente ronda pero sin convencer con su juego. Guadalupe consiguió el pase sin dificultad al ganar sus dos primeros cotejos. Panamá sería el equipo que los acompañaría a la siguiente ronda como uno de los dos mejores terceros.
En cuartos de final, los cuatro equipos en teoría más fuertes clasificaron a las semifinales. Estados Unidos tuvo un encuentro muy reñido ya que este necesitó del tiempo extra donde los americanos hicieron la diferencia mediante un penalti luego de una jugada muy fuerte del defensa panameño Felipe Baloy. El partido acabaría con el marcador de 2-1. A diferencia de los Estados Unidos, las selecciones de México y Costa Rica tuvieron partidos cómodos ya que El Tri terminó goleando a Haití por 4-0, mientras que Los Ticos le endosaron un 5-1 a Guadalupe. A su vez, Honduras avanzó a las semifinales derrotando 1-0 a Canadá.
En semifinales, Estados Unidos venció sin mayores sobresaltos a Honduras por 2-0. En la otra semifinal, cuando todo parecía indicar que México ganaría en el tiempo reglamentario, un error de la defensa mexicana provocó el alargue del partido que tuvo que ser resuelto mediante la vía de los penales. En esa instancia, México avanzó al ganar la serie por 5:3.
La final se disputó en el Giants Stadium de Nueva Jersey, el 26 de julio, ante más de 70.000 espectadores. Se esperaba un partido ríspido e intenso pero el duelo se decantó para el conjunto mexicano que en el segundo tiempo anotó cinco goles, adjudicándose su quinto título con un inapelable marcador de 5-0.

## Resultados

### Primera fase

#### Grupo A
| Equipo      | Pts | PJ | PG | PE | PP | GF | GC | Dif |
| ----------- | --- | -- | -- | -- | -- | -- | -- | --- |
| Canadá      | 7   | 3  | 2  | 1  | 0  | 4  | 2  | 2   |
| Costa Rica  | 4   | 3  | 1  | 1  | 1  | 4  | 4  | 0   |
| Jamaica     | 3   | 3  | 1  | 0  | 2  | 1  | 2  | -1  |
| El Salvador | 3   | 3  | 1  | 0  | 2  | 2  | 3  | -1  |

| 3 de julio de 2009, 17:00 | Canadá    | 1:0 (0:0) | Jamaica | The Home Depot Center, Los Ángeles                                        |                                                                           |
|                           | Gerba 75' | Reporte   |         | Asistencia: 27.000 espectadores Árbitro(s): Terry Vaughn (Estados Unidos) | Asistencia: 27.000 espectadores Árbitro(s): Terry Vaughn (Estados Unidos) |

| 3 de julio de 2009, 19:00 | Costa Rica   | 1:2 (0:1) | El Salvador     | The Home Depot Center, Los Ángeles                                     |                                                                        |
|                           | Granados 65' | Reporte   | Romero 20', 87' | Asistencia: 27.000 espectadores Árbitro(s): Armando Archundia (México) | Asistencia: 27.000 espectadores Árbitro(s): Armando Archundia (México) |

| 7 de julio de 2009, 19:00 | Jamaica | 0:1 (0:0) | Costa Rica | Columbus Crew Stadium, Columbus                                          |                                                                          |
|                           |         | Reporte   | Borges 64' | Asistencia: 7.059 espectadores Árbitro(s): Jair Marrufo (Estados Unidos) | Asistencia: 7.059 espectadores Árbitro(s): Jair Marrufo (Estados Unidos) |

| 7 de julio de 2009, 21:00 | Canadá    | 1:0 (1:0) | El Salvador | Columbus Crew Stadium, Columbus                                    |                                                                    |
|                           | Gerba 32' | Reporte   |             | Asistencia: 7.059 espectadores Árbitro(s): Roberto García (México) | Asistencia: 7.059 espectadores Árbitro(s): Roberto García (México) |

| 10 de julio de 2009, 19:00 | Canadá                    | 2:2 (2:2) | Costa Rica               | FIU Stadium, Miami                                                        |                                                                           |
|                            | Bernier 25' · De Jong 28' | Reporte   | Herrón 23' · Centeno 35' | Asistencia: 17.269 espectadores Árbitro(s): Terry Vaughn (Estados Unidos) | Asistencia: 17.269 espectadores Árbitro(s): Terry Vaughn (Estados Unidos) |

| 10 de julio de 2009, 21:00 | Jamaica      | 1:0 (0:0) | El Salvador | FIU Stadium, Miami                                                                  |                                                                                     |
|                            | Cummings 70' | Reporte   |             | Asistencia: 17.269 espectadores Árbitro(s): Geoffrey Hospedales (Trinidad y Tobago) | Asistencia: 17.269 espectadores Árbitro(s): Geoffrey Hospedales (Trinidad y Tobago) |

#### Grupo B
| Equipo         | Pts | PJ | PG | PE | PP | GF | GC | Dif |
| -------------- | --- | -- | -- | -- | -- | -- | -- | --- |
| Estados Unidos | 7   | 3  | 2  | 1  | 0  | 8  | 2  | 6   |
| Honduras       | 6   | 3  | 2  | 0  | 1  | 5  | 2  | 3   |
| Haití          | 4   | 3  | 1  | 1  | 1  | 4  | 3  | 1   |
| Granada        | 0   | 3  | 0  | 0  | 3  | 0  | 10 | -10 |

| 4 de julio de 2009, 16:00 | Haití | 0:1 (0:0) | Honduras   | Qwest Field, Seattle                                                         |                                                                              |
|                           |       | Reporte   | Costly 76' | Asistencia: 15.387 espectadores Árbitro(s): Marco Antonio Rodríguez (México) | Asistencia: 15.387 espectadores Árbitro(s): Marco Antonio Rodríguez (México) |

| 4 de julio de 2009, 18:00 | Estados Unidos                                | 4:0 (2:0) | Granada | Qwest Field, Seattle                                                 |                                                                      |
|                           | Adu 7' · Holden 31' · Rogers 59' · Davies 67' | Reporte   |         | Asistencia: 15.387 espectadores Árbitro(s): Walter López (Guatemala) | Asistencia: 15.387 espectadores Árbitro(s): Walter López (Guatemala) |

| 8 de julio de 2009, 19:00 | Haití                   | 2:0 (1:0) | Granada | RFK Memorial Stadium, Washington D. C.                              |                                                                     |
|                           | Noel 14' · Marcelin 79' | Reporte   |         | Asistencia: 26.079 espectadores Árbitro(s): Roberto Moreno (Panamá) | Asistencia: 26.079 espectadores Árbitro(s): Roberto Moreno (Panamá) |

| 8 de julio de 2009, 21:00 | Estados Unidos           | 2:0 (0:0) | Honduras | RFK Memorial Stadium, Washington D. C.                                  |                                                                         |
|                           | Quaranta 75' · Ching 79' | Reporte   |          | Asistencia: 26.079 espectadores Árbitro(s): Courtney Campbell (Jamaica) | Asistencia: 26.079 espectadores Árbitro(s): Courtney Campbell (Jamaica) |

| 11 de julio de 2009, 19:00 | Estados Unidos           | 2:2 (1:0) | Haití                 | Gillette Stadium, Foxborough                                            |                                                                         |
|                            | Arnaud 6' · Holden 90+1' | Reporte   | Sirin 46' · Chery 49' | Asistencia: 24.137 espectadores Árbitro(s): Wálter Quesada (Costa Rica) | Asistencia: 24.137 espectadores Árbitro(s): Wálter Quesada (Costa Rica) |

| 11 de julio de 2009, 21:00 | Honduras                                                 | 4:0 (2:0) | Granada | Gillette Stadium, Foxborough                                                 |                                                                              |
|                            | Martínez 2' · Espinoza 25' · Valladares 56' · Costly 67' | Reporte   |         | Asistencia: 24.137 espectadores Árbitro(s): Marco Antonio Rodríguez (México) | Asistencia: 24.137 espectadores Árbitro(s): Marco Antonio Rodríguez (México) |

#### Grupo C
| Equipo    | Pts | PJ | PG | PE | PP | GF | GC | Dif |
| --------- | --- | -- | -- | -- | -- | -- | -- | --- |
| México    | 7   | 3  | 2  | 1  | 0  | 5  | 1  | 4   |
| Guadalupe | 6   | 3  | 2  | 0  | 1  | 4  | 3  | 1   |
| Panamá    | 4   | 3  | 1  | 1  | 1  | 6  | 3  | 3   |
| Nicaragua | 0   | 3  | 0  | 0  | 3  | 0  | 8  | -8  |

| 5 de julio de 2009, 14:00 | Panamá       | 1:2 (0:2) | Guadalupe                 | Oakland-Alameda County Coliseum, Oakland                |                                                         |
|                           | Barahona 68' | Reporte   | Loval 33' · Fleurival 43' | Asistencia: 32 700 espectadores Árbitro(s): Neal Brizan | Asistencia: 32 700 espectadores Árbitro(s): Neal Brizan |

| 5 de julio de 2009, 16:00 | México                             | 2:0 (1:0) | Nicaragua | Oakland-Alameda County Coliseum, Oakland              |                                                       |
|                           | Noriega 45+1' (pen.) · Barrera 86' | Reporte   |           | Asistencia: 32 700 espectadores Árbitro(s): Paul Ward | Asistencia: 32 700 espectadores Árbitro(s): Paul Ward |

| 9 de julio de 2009, 19:00 | Guadalupe              | 2:0 (0:0) | Nicaragua | Reliant Stadium, Houston                                  |                                                           |
|                           | Auvray 57' · Gotin 59' | Reporte   |           | Asistencia: 47 713 espectadores Árbitro(s): Óscar Moncada | Asistencia: 47 713 espectadores Árbitro(s): Óscar Moncada |

| 9 de julio de 2009, 21:00 | México    | 1:1 (1:1) | Panamá    | Reliant Stadium, Houston                                 |                                                          |
|                           | Sabah 10' | Reporte   | Pérez 29' | Asistencia: 47 713 espectadores Árbitro(s): Joel Aguilar | Asistencia: 47 713 espectadores Árbitro(s): Joel Aguilar |

| 12 de julio de 2009, 14:00 | Nicaragua | 0:4 (0:1) | Panamá                                 | University of Phoenix Stadium, Glendale                 |                                                         |
|                            |           | Reporte   | Pérez 35' · Gómez 56' · Tejada 76' 88' | Asistencia: 23 876 espectadores Árbitro(s): José Pineda | Asistencia: 23 876 espectadores Árbitro(s): José Pineda |

| 12 de julio de 2009, 16:00 | México                  | 2:0 (1:0) | Guadalupe | University of Phoenix Stadium, Glendale                 |                                                         |
|                            | Torrado 42' · Sabah 85' | Reporte   |           | Asistencia: 23 876 espectadores Árbitro(s): Neal Brizan | Asistencia: 23 876 espectadores Árbitro(s): Neal Brizan |

#### Mejores terceros
| Equipo  | Gr | Pts | PJ | PG | PE | PP | GF | GC | Dif |
| ------- | -- | --- | -- | -- | -- | -- | -- | -- | --- |
| Panamá  | C  | 4   | 3  | 1  | 1  | 1  | 6  | 3  | 3   |
| Haití   | B  | 4   | 3  | 1  | 1  | 1  | 4  | 3  | 1   |
| Jamaica | A  | 3   | 3  | 1  | 0  | 2  | 1  | 2  | -1  |

### Segunda fase
|  | Cuartos de final      | Cuartos de final |                |       | Semifinales | Semifinales |  |  | Final | Final |
|  |                       |                  |                |       |             |             |  |  |       |       |
|  | 18 de julio           |                  |                |       |             |             |  |  |       |       |
|  |                       |                  |                |       |             |             |  |  |       |       |
|  | Canadá                | 0                |                |       |             |             |  |  |       |       |
|  | Canadá                | 0                |                |       |             |             |  |  |       |       |
|  | Honduras              | 1                |                |       |             |             |  |  |       |       |
|  | Honduras              | 1                | Honduras       | 0     |             |             |  |  |       |       |
|  | 18 de julio           |                  | Honduras       | 0     |             |             |  |  |       |       |
|  |                       | Estados Unidos   | 2              |       |             |             |  |  |       |       |
|  | Estados Unidos (t.s.) | Estados Unidos   | 2              | 2     |             |             |  |  |       |       |
|  | Estados Unidos (t.s.) |                  | 26 de julio    | 2     |             |             |  |  |       |       |
|  | Panamá                | 1                |                |       |             |             |  |  |       |       |
|  | Panamá                | 1                | Estados Unidos | 0     |             |             |  |  |       |       |
|  | 19 de julio           |                  | Estados Unidos | 0     |             |             |  |  |       |       |
|  |                       | México           | 5              |       |             |             |  |  |       |       |
|  | Guadalupe             | México           | 5              | 1     |             |             |  |  |       |       |
|  | Guadalupe             |                  |                | 1     |             |             |  |  |       |       |
|  | Costa Rica            | 5                |                |       |             |             |  |  |       |       |
|  | Costa Rica            | 5                | Costa Rica     | 1 (3) |             |             |  |  |       |       |
|  | 19 de julio           |                  | Costa Rica     | 1 (3) |             |             |  |  |       |       |
|  |                       | México (p.)      | 1 (5)          |       |             |             |  |  |       |       |
|  | México                | México (p.)      | 1 (5)          | 4     |             |             |  |  |       |       |
|  | México                |                  |                | 4     |             |             |  |  |       |       |
|  | Haití                 | 0                |                |       |             |             |  |  |       |       |
|  | Haití                 | 0                |                |       |             |             |  |  |       |       |

#### Cuartos de final
| 18 de julio de 2009, 14:00 | Canadá | 0:1 (0:1) | Honduras            | Lincoln Financial Field, Filadelfia                      |                                                          |
|                            |        | Reporte   | Martínez 36' (pen.) | Asistencia: 32 000 espectadores Árbitro(s): Joel Aguilar | Asistencia: 32 000 espectadores Árbitro(s): Joel Aguilar |

| 18 de julio de 2009, 16:00 | Estados Unidos                     | 2:1 (1:1, 0:1) (t. s.) | Panamá    | Lincoln Financial Field, Filadelfia                           |                                                               |
|                            | Beckerman 49' · Cooper 105' (pen.) | Reporte                | Pérez 45' | Asistencia: 32 000 espectadores Árbitro(s): Armando Archundia | Asistencia: 32 000 espectadores Árbitro(s): Armando Archundia |

| 19 de julio de 2009, 16:00 | Guadalupe    | 1:5 (0:2) | Costa Rica                                             | Cowboys Stadium, Arlington                                         |                                                                    |
|                            | Alphonse 64' | Reporte   | Borges 3' · Saborío 16' 71' · Herrón 47' · Herrera 89' | Asistencia: 85 000 espectadores Árbitro(s): José Pineda (Honduras) | Asistencia: 85 000 espectadores Árbitro(s): José Pineda (Honduras) |

| 19 de julio de 2009, 18:00 | México                                      | 4:0 (2:0) | Haití | Cowboys Stadium, Arlington                                    |                                                               |
|                            | Sabah 9' 63' · Dos Santos 42' · Barrera 83' | Reporte   |       | Asistencia: 85 000 espectadores Árbitro(s): Courtney Campbell | Asistencia: 85 000 espectadores Árbitro(s): Courtney Campbell |

#### Semifinales
| 23 de julio de 2009, 19:00 | Honduras | 0:2 (0:1) | Estados Unidos           | Soldier Field, Chicago                                        |                                                               |
|                            |          | Reporte   | Goodson 45' · Cooper 90' | Asistencia: 55 173 espectadores Árbitro(s): Courtney Campbell | Asistencia: 55 173 espectadores Árbitro(s): Courtney Campbell |

| 23 de julio de 2009, 22:00 | Costa Rica                          | 1:1 (0:0, 0:0) (t. s.)(3:5 p.) | México                                    | Soldier Field, Chicago                                     |                                                            |
|                            | Ledezma 90+3'                       | Reporte                        | Franco 88'                                | Asistencia: 55 173 espectadores Árbitro(s): Roberto Moreno | Asistencia: 55 173 espectadores Árbitro(s): Roberto Moreno |
|                            |                                     | Tiros desde el punto penal     |                                           |                                                            |                                                            |
|                            | Saborío · Borges · Ledezma · Oviedo |                                | Franco · Santos · Torrado · Juárez · Vela |                                                            |                                                            |

#### Final
| 26 de julio de 2009, 16:00 | Estados Unidos | 0:5 (0:0) | México                                                                   | Giants Stadium, East Rutherford                               |                                                               |
|                            |                | Reporte   | Torrado 56' (pen.) · Dos Santos 62' · Vela 67' · Castro 78' · Franco 89' | Asistencia: 79 156 espectadores Árbitro(s): Courtney Campbell | Asistencia: 79 156 espectadores Árbitro(s): Courtney Campbell |

## Campeón
|                                   |
| Bandera de México                 |
| Campeón invicto México 8.º título |

## Goleadores
4 goles
- Miguel Sabah

3 goles
- Blas Pérez

2 goles
- Ali Gerba
- Celso Borges
- Andy Herron
- Álvaro Saborío
- Osael Romero
- Carlo Costly
- Walter Martínez
- Gerardo Torrado
- Giovani dos Santos
- Pablo Barrera
- Guillermo Franco
- Luis Tejada
- Kenny Cooper
- Stuart Holden

1 gol
- Patrice Bernier
- Marcel de Jong
- Walter Centeno
- Warren Granados
- Pablo Herrera
- Froylán Ledezma
- Alexandre Alphonse
- Stéphane Auvray
- David Fleurival
- Ludovic Gotin
- Loïc Loval
- Monès Chéry
- James Marcelin
- Fabrice Noël
- Vaniel Sirin
- Roger Espinoza
- Melvin Valladares
- Omar Cummings
- José Antonio Castro
- Luis Miguel Noriega
- Carlos Vela
- Nelson Barahona
- Gabriel Enrique Gómez
- Freddy Adu
- Davy Arnaud
- Kyle Beckerman
- Brian Ching
- Charlie Davies
- Clarence Goodson
- Santino Quaranta
- Robbie Rogers

## Premios y reconocimientos
| Jugador más valioso | Máximo goleador | Mejor guardameta | Premio al juego limpio |
| ------------------- | --------------- | ---------------- | ---------------------- |
| Giovani dos Santos  | Miguel Sabah    | Keylor Navas     | Estados Unidos         |

### Equipo del torneo
El Equipo del torneo es escogido por el Grupo de Estudios Técnicos de la Concacaf. Los jugadores son escogidos entre los ocho equipos que llegan a los cuartos de final de la Copa de Oro de la Concacaf.
| Porteros                     | Defensores                                                                              | Mediocampistas                                                                                 | Delanteros                                               |
| ---------------------------- | --------------------------------------------------------------------------------------- | ---------------------------------------------------------------------------------------------- | -------------------------------------------------------- |
| Keylor Navas Guillermo Ochoa | Michael Klukowski Freddy Fernández Chad Marshall Efraín Juárez Fausto Pinto Luis Moreno | Julián de Guzmán Celso Borges Stephane Auvray Stuart Holden Gerardo Torrado Giovani dos Santos | Álvaro Saborio Kenny Cooper Walter Martínez Miguel Sabah |

## Estadísticas
| Equipo | Equipo         | Pts | PJ | PG | PE | PP | GF | GC | Dif | Rend  |
| ------ | -------------- | --- | -- | -- | -- | -- | -- | -- | --- | ----- |
| 1      | México         | 14  | 6  | 4  | 2  | 0  | 15 | 2  | 13  | 77.8% |
| 2      | Estados Unidos | 13  | 6  | 4  | 1  | 1  | 12 | 8  | 4   | 72.2% |
| 3      | Honduras       | 9   | 5  | 3  | 0  | 2  | 6  | 4  | 2   | 60.0% |
| 4      | Costa Rica     | 8   | 5  | 2  | 2  | 1  | 10 | 6  | 4   | 53.3% |
| 5      | Canadá         | 7   | 4  | 2  | 1  | 1  | 4  | 3  | 1   | 58.3% |
| 6      | Guadalupe      | 6   | 4  | 2  | 0  | 2  | 5  | 8  | -3  | 50.0% |
| 7      | Panamá         | 4   | 4  | 1  | 1  | 2  | 7  | 5  | 2   | 33.3% |
| 8      | Haití          | 4   | 4  | 1  | 1  | 2  | 4  | 7  | -3  | 33.3% |
| 9      | El Salvador    | 3   | 3  | 1  | 0  | 2  | 2  | 3  | -1  | 33.3% |
| 10     | Jamaica        | 3   | 3  | 1  | 0  | 2  | 1  | 2  | -1  | 33.3% |
| 11     | Nicaragua      | 0   | 3  | 0  | 0  | 3  | 0  | 8  | -8  | 00.0% |
| 12     | Granada        | 0   | 3  | 0  | 0  | 3  | 0  | 10 | -10 | 00.0% |